# Maria Alba
Maria Alba (Barcelona, 19 de marzo de 1910-San Diego, 26 de octubre de 1999) fue una actriz cinematográfica española-estadounidense.

## Biografía
Ganó un concurso de fotogenia promovido en Barcelona por la Fox (y migró a Estados Unidos junto a Antonio Cumellas.
Originalmente llamada «María Casajuana Martínez», la Fox se lo cambió usando el de la duquesa de Alba. Apareció en 25 películas, comenzando con Road House en 1928 y finalizando con La morena de mi copla en 1946. Su aparición más notable fue probablemente en el papel de Saturday en la película de 1932 Mr. Robinson Crusoe, protagonizada por Douglas Fairbanks.
En 1928, firmó un contrato con la productora y empieza a trabajar en películas mudas encasillada en papeles secundarios de fogosa latina. Luego al llegar el sonido, cumplió satisfactoriamente con las audiciones, y además cumplió realizaciones en castellano, roles donde la Fox la necesitó.
Se casó con Richard J. Burk el 9 de julio de 1950; la pareja tuvo tres hijos.